# هنين
هنين مدينة جزائرية تقع شمال غرب الجزائر في ولاية تلمسان.
جغرافياً تتمركز هذه المدينة التاريخية وسط الطريق الساحلي الرابط بين مدينتي الغزوات وبني صاف.
أطلق الرومان على المدينة اسم «جبساريا» و«أرتيسيڤا». وسميت بـ«أوني» تحت الإسبان.
تزخر هنين بآثار أمازيغية من تراث الدولة الموحدية و الزيانية 
اسم المدينة ربما يكون من أصل بونيقي (بجذر HNY) أو قد يكون من أصل بربري، كتعريب لكلمة "أنان"، جمع "أنو"، وتعني "بئر".
قد يكون "هوناين" هو الشكل المعرب لـ "أهناي" الذي تأتي جذوره من "هني" وتعني "رؤية" أو "مرصد".يجذر الإشارة إلى أن سكان الدائرة يسمونها "اهناي" بدلا من "هنين".
الإسبان كانوا يطلقون عليها اسم "هوني". وبالفرنسية، هناك عدة أشكال: هوناين، هوناي، هونين، وهوناين.
```
يعود تقويمها إلى عهد الموحدين حينما عرفت المدينة ازدهارا مرموقا حيث أنها كانت مركزا رئيسيا للتجارة بين ضفتي 
البحر الأبيض المتوسط
. زد على ذلك أن أمير دولة الموحدين عبد المؤمن بن علي الكومي الذي تحول إلى 
مراكش
 فيما بعد هو من مواليد المدينة وكان قد رأى الحياة عند سفح جبل تاجرة في جوار هنين.
```

في الوقت الراهن، المدينة بلدية تجمع عددا من القرى والأماكن المجاورة. خاصةٌ أدت إلى تعيينها دائرة بالولاية ومهمتها مشابهة بالمحافظة.
مدن وبلدات أخرى بالجوار تربطها علاقات مختلفة بهنين أمثال أولاد يوسف وسيدي إدريس وسوق الخميس وولهاصة والنجاجرة والكرايمة وبلدة فاطمة العربي (حجرة القط) والرمشي وندرومة والغزوات وبني صاف... إلخ. هنين ميناء بالبحر المتوسط ونشاطه الرئيسي الصيد التقليدي. وتعد المدينة محطة سياحية بشواطئها العديدة: شاطئ هنين وشاطئ تافسوت. شواطئ أخرى تقع بالقرب من المدينة ولكنها تتجزأ من بلديات مجاورة هي شاطئ أڤلا وشاطئ المخلد. تحتوي المدينة على مقلعة للرخام ومركز لتحلية مياه البحر.